# Новобузька міська територіальна громада
Новобузька міська територіальна громада — територіальна громада в Україні, в Баштанському районі Миколаївської області. Адміністративний центр — місто Новий Буг.
Утворена 7 серпня 2018 року шляхом об'єднання Новобузької міської ради та Новомихайлівської сільської ради Новобузького району.

## Населені пункти
До складу громади входять 1 місто (Новий Буг) і 11 сіл: Анастасівка, Григорівка, Добра Воля, Загальна Користь, Новоантонівка, Новодмитрівка, Новомихайлівка, Новосілля, Петрівка, Розанівка та Станційне.